# Lices (Marseille)
Pour les articles homonymes, voir Lice.
Les Lices étaient le nom que les Marseillais donnaient aux terrains vagues situés aux abords du mur d'enceinte qui entourait la ville. En effet, les lices désignent un espace entre deux murailles au sein d'une fortification.
Par la suite, lorsque le mur fut détruit, ces espaces ont souvent donné naissance à des boulevards. On trouve une trace de ces murs sur la place Charles-de-Gaulle, en face du Palais de la Bourse où l'on peut voir une ornière de laiton incrustée dans le sol de cette place.